# Reakcja Gewalda
Reakcja Gewalda – reakcja kondensacji w chemii organicznej, w której keton lub aldehyd reaguje z α-cyjanoestrem w obecności siarki elementarnej tworząc polipodstawiony 2-aminotiofen.

## Mechanizm reakcji
Mechanizm reakcji Gewalda został określony stosunkowo niedawno. Pierwszym etapem reakcji jest kondensacja Knoevenagla pomiędzy ketonem (1) a α-cyjanoestrem(2) w wyniku czego powstaje produkt przejściowy 3. Mechanizm addycji siarki jest nieznany. Prawdopodobnie zachodzi to przez stan przejściowy 4. Ostatnim etapem jest cyklizacja i tautomeryzacja w której otrzymuje się produkt końcowy 6.
Dowiedziono, iż promieniowanie mikrofalowe wpływa pozytywnie na czas reakcji oraz wydajności.